# Унитарная группа
Унитарная группа (обозначается {\displaystyle U(n)}) — подгруппа группы {\displaystyle GL(n,\mathbb {C} )} невырожденных линейных преобразований пространства {\displaystyle \mathbb {C} ^{n},} состоящая из так называемых унитарных линейных преобразований, то есть преобразований, сохраняющих эрмитово скалярное произведение в пространстве {\displaystyle \mathbb {C} ^{n}.}
А именно, если {\displaystyle \langle x,y\rangle } — эрмитово скалярное произведение, то линейное преобразование {\displaystyle A:\mathbb {C} ^{n}\to \mathbb {C} ^{n}} унитарное, если 
{\displaystyle \forall x,y\in \mathbb {C} ^{n}\quad \langle A(x),A(y)\rangle =\langle x,y\rangle .}

## Свойства
- Определитель унитарного преобразования — комплексное число, по модулю равное {\displaystyle 1}. Унитарные преобразования с определителем {\displaystyle 1} образуют подгруппу специальных унитарных преобразований {\displaystyle SU(n)} в {\displaystyle U(n).}

## Вариации и обобщения
- Если вместо эрмитова скалярного произведения взять произведение
{\displaystyle \langle x,y\rangle =x_{1}{\bar {y}}_{1}+\dots +x_{p}{\bar {y}}_{p}-x_{p+1}{\bar {y}}_{p+1}-\dots -x_{p+q}{\bar {y}}_{p+q},}

то полученная группа обозначается {\displaystyle U(p,q)}